# Alexander Giampietro
Alexander Giampietro (* 5. Dezember 1912 in Marsicovetere, Potenza, Italien; † 6. Januar 2010 in New Haven, Connecticut, USA) war ein italoamerikanischer Bildhauer.

## Leben
Alexander Giampietro kam im Alter von fünfzehn Jahren nach Brooklyn, N.Y. Nach dem Besuch des Brooklyn College studierte er in den 1930er Jahren Kunst in New York und dem New Bauhaus in Chicago bei László Moholy-Nagy. 1946 absolvierte er einen Master-Abschluss an der Alfred University in Alfred in New York. Er unterrichtete zunächst am Brooklyn College und einer Privatschule in Massachusetts. Ab 1948 lehrte er am Institute of Contemporary Arts in Washington, D.C. 1950 wechselte er an die Katholische Universität von Amerika und war Professor für Bildhauerei und Keramik. 1992 wurde er emeritiert.
Giampietro war in seinem eigenen Atelier bis 2007 tätig. Seine Arbeiten sind in allen wichtigen Museen der Welt vertreten, wie in den Vatikanischen Museen, New York’s Museum of Modern Art, der Smithsonian Institution und der Katholischen Universität von Amerika in Washington.
Er war engagiert in der Society of Washington Artists und vertrat die katholischen US-Universitäten in der American Association of University Professors. Er war verheiratet mit Daphne Phillips Giampietro und hatte elf Kinder.